# Guaca
Guaca è un comune della Colombia facente parte del dipartimento di Santander.
L'abitato venne fondato da Ortun Velasco de Velasquez nel 1553.